# Kelso RFC
Kelso Rugby Football Club es un equipo de rugby de Escocia con sede en la ciudad de Kelso.
Participa en la Premiership, uno de los principales torneos de Escocia, en el cual ha obtenido dos campeonatos, el último en la temporada 1988-89.

## Historia
Fue fundada en 1876, siendo uno de los clubes más antiguos del rugby escocés.
Desde 1920 organiza el Kelso Sevens, uno de los torneos más tradicionales de la disciplina en el país.
Desde el año 1973 compite en la Premiership en la cual ha logrado dos campeonatos, el último el año 1989.

## Palmarés
- Premiership (2): 1987-88, 1988-89
- National One (1): 2022-23